# تايلر براينت
تايلر براينت (بالإنجليزية: Tyler Bryant)‏ هو عازف قيثارة أمريكي، ولد في 24 فبراير 1991 في هوني غروف في الولايات المتحدة.

## وصلات خارجية
- تايلر براينت على موقع ميوزك برينز (الإنجليزية)
- تايلر براينت على موقع ديسكوغز (الإنجليزية)